# Pir
Pir (węg. Szilágypér) – wieś w Rumunii, w okręgu Satu Mare, w gminie Pir. W 2011 roku liczyła 1400 mieszkańców. 